# Vo Suu
Vo Suu [Võ Sửu] war ein Kameramann der NBC und im Vietnamkrieg Berichterstatter.
Am 1. Februar 1968 nahm er in Saigon (dem heutigen Ho-Chi-Minh-Stadt) die Erschießung von Nguyễn Văn Lém – eines Vietcong-Kämpfers („Kampfname“ Bảy Lốp) – auf, der auf offener Straße vor ihm und dem Fotografen Eddie Adams durch den südvietnamesischen Polizeichef Nguyễn Ngọc Loan mit einem Kopfschuss hingerichtet wurde. Das Foto der letzten Sekunde im Leben des Nguyễn Văn Lém ging um die Welt und wurde 1968 das Pressefoto des Jahres. Der Moment, den Adams fotografierte, fehlt auf Vo Suus Film, da gerade in dem Augenblick ein Soldat dicht vor dem Objektiv der Filmkamera vorbeiging.

## Inhalt des Films
Die von Vo Suu in Farbe und mit Ton aufgezeichnete Filmsequenz beginnt mit einer Gruppe vietnamesischer Soldaten, die Nguyễn Văn Lém, dessen Hände auf dem Rücken gefesselt sind, zu einer Gruppe weiterer Soldaten führen, unter denen sich auch der General Nguyễn Ngọc Loan befindet. Nach einem kurzen Wortwechsel winkt der General mit seinem silbernen Revolver, und die Gruppe löst sich auf. Nguyễn Văn Lém bleibt stehen, ohne den General anzusehen. Dieser richtet zügig und ohne weitere Worte die Waffe auf die rechte Kopfseite von Nguyễn Văn Lém und drückt ab. Nguyễn Văn Léms Körper sackt zusammen, verkrampft sich für einen Moment, entspannt sich dann und bleibt auf der linken Seite liegen. Aus der Eintrittswunde am Kopf strömt eine Blutfontäne auf den Asphalt. Der General steckt den Revolver in seinen Gürtel und verlässt ruhig den Bildausschnitt nach rechts.
| Personendaten    | Personendaten                                           |
| ---------------- | ------------------------------------------------------- |
| NAME             | Suu, Vo                                                 |
| KURZBESCHREIBUNG | Kameramann der NBC und im Vietnamkrieg Berichterstatter |
| GEBURTSDATUM     | vor 1968                                                |